# Ctenaulis
Ctenaulis là một chi bướm đêm thuộc họ Geometridae.